# Sviatoslav Shevchuk
Sviatoslav Yuriyovych Shevchuk (o Svjatoslav Ševčuk, en ucraniano: Святослав Юрійович Шевчук, Stryi, 5 de mayo de 1970) es un religioso ucraniano, Arquieparca Mayor de Kiev-Galitzia y toda la Rus y Primado de la Iglesia greco-católica ucraniana. Su jurisdicción abarca toda Ucrania incluyendo Óblast de Lugansk, Óblast de Donetsk, Óblast de Zaporiyia, Óblast de Jersón y República Autónoma de Crimea. En definitiva es desde 2011 el máximo líder de Iglesia greco-católica ucraniana.

## Biografía

### Sacerdocio
Después de su ordenación sacerdotal el 26 de junio de 1994, recibió su licenciatura en Teología Moral en la Universidad Pontificia de Santo Tomás de Aquino en Roma en 1999.
De vuelta a su país ocupó diversos cargos, incluido el de vicerrector del seminario del Espíritu Santo en Lviv.

### Episcopado
El 14 de enero de 2009 el Papa Benedicto XVI lo nombró obispo titular de Castra Galbae y auxiliar de la eparquía de Santa María del Patrocinio en Buenos Aires. Recibió su consagración episcopal el 7 de abril de ese año de manos del arquieparca Ihor Voznjak. El 10 de abril de 2010 fue nombrado administrador apostólico de la misma sede bonaerense.
Tras la renuncia del cardenal Lubomyr Husar el 10 de febrero de 2011 por razones de salud, el Sínodo de la Iglesia greco-católica de Ucrania eligió a Sviatoslav Shevchuk como arquieparca mayor de Kiev-Galitzia el 23 de marzo del mismo año. Al mismo tiempo, asumió la archieparquía de Kiev, la sede del arzobispado mayor, así como la presidencia del Sínodo de la Iglesia Católica Ucraniana. Con sus 40 años en el momento de la elección, era el más joven dirigente de una Iglesia católica oriental de la historia.
El 25 de marzo, dos días después de su elección como arzobispo mayor, Benedicto XVI le concedió la comunión eclesiástica, y el 22 de junio lo nombró miembro de la Congregación para las Iglesias Orientales.
Durante el pontificado del papa Francisco fue convocado para participar en calidad de padre sinodal en el Sínodo extraordinario de obispos sobre la familia (2014), en su carácter de jefe del sínodo de la Iglesia greco-católica ucraniana.
El 13 de diciembre de 2017 fue confirmado como miembro del Pontificio Consejo para la Promoción de la Unidad de los Cristianos  in aliud quinquennium.
El 13 de diciembre de 2022 fue confirmado como miembro del Dicasterio para la Promoción de la Unidad de los Cristianos ad aliud quinquennium.